# Ključ (Mionica)
Ključ (Mionica) (em cirílico: Кључ) é uma vila da Sérvia localizada no município de Mionica, pertencente ao distrito de Kolubara, na região de Kolubara Podgorina. A sua população era de 431 habitantes segundo o censo de 2011.

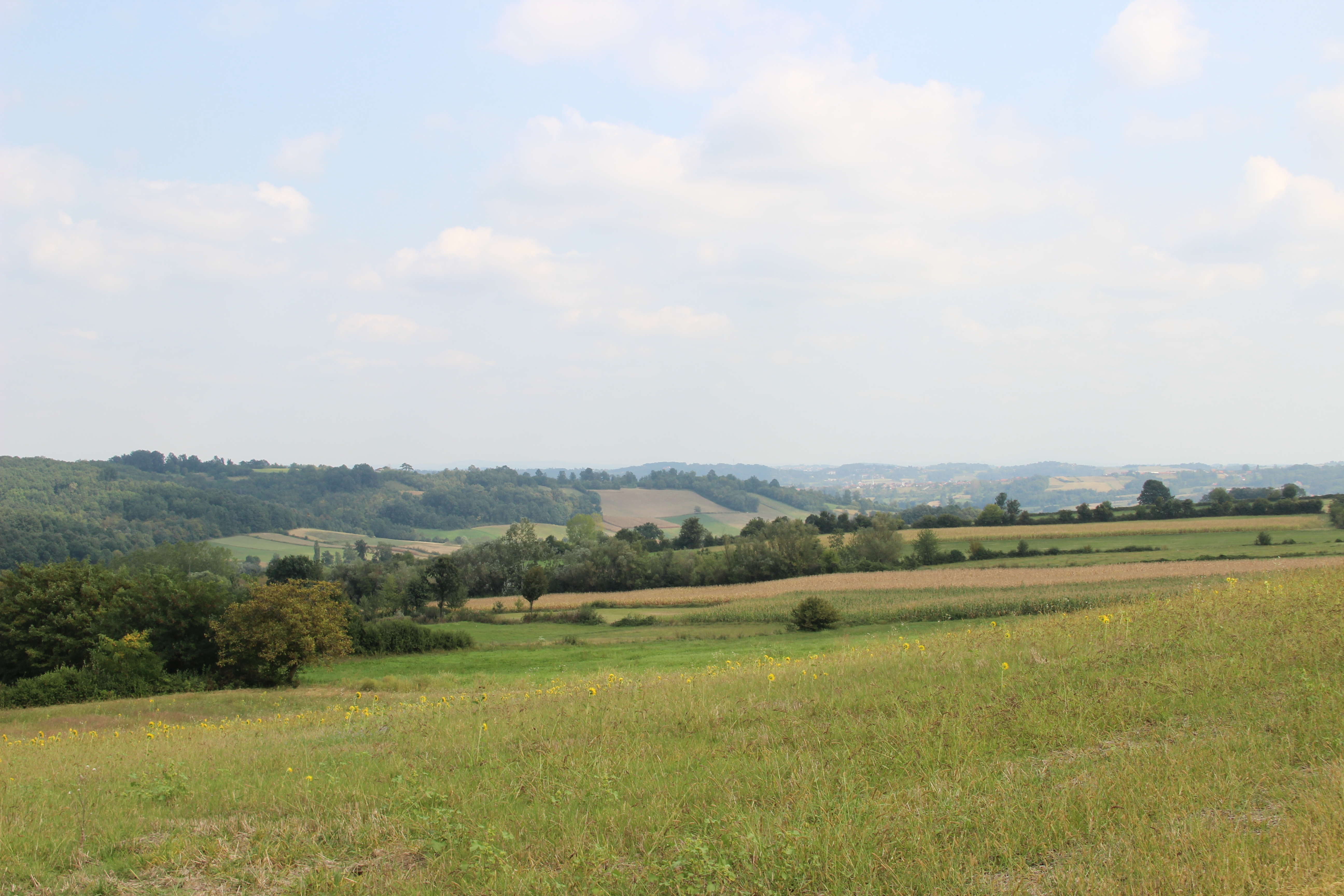
Ključ - panorama
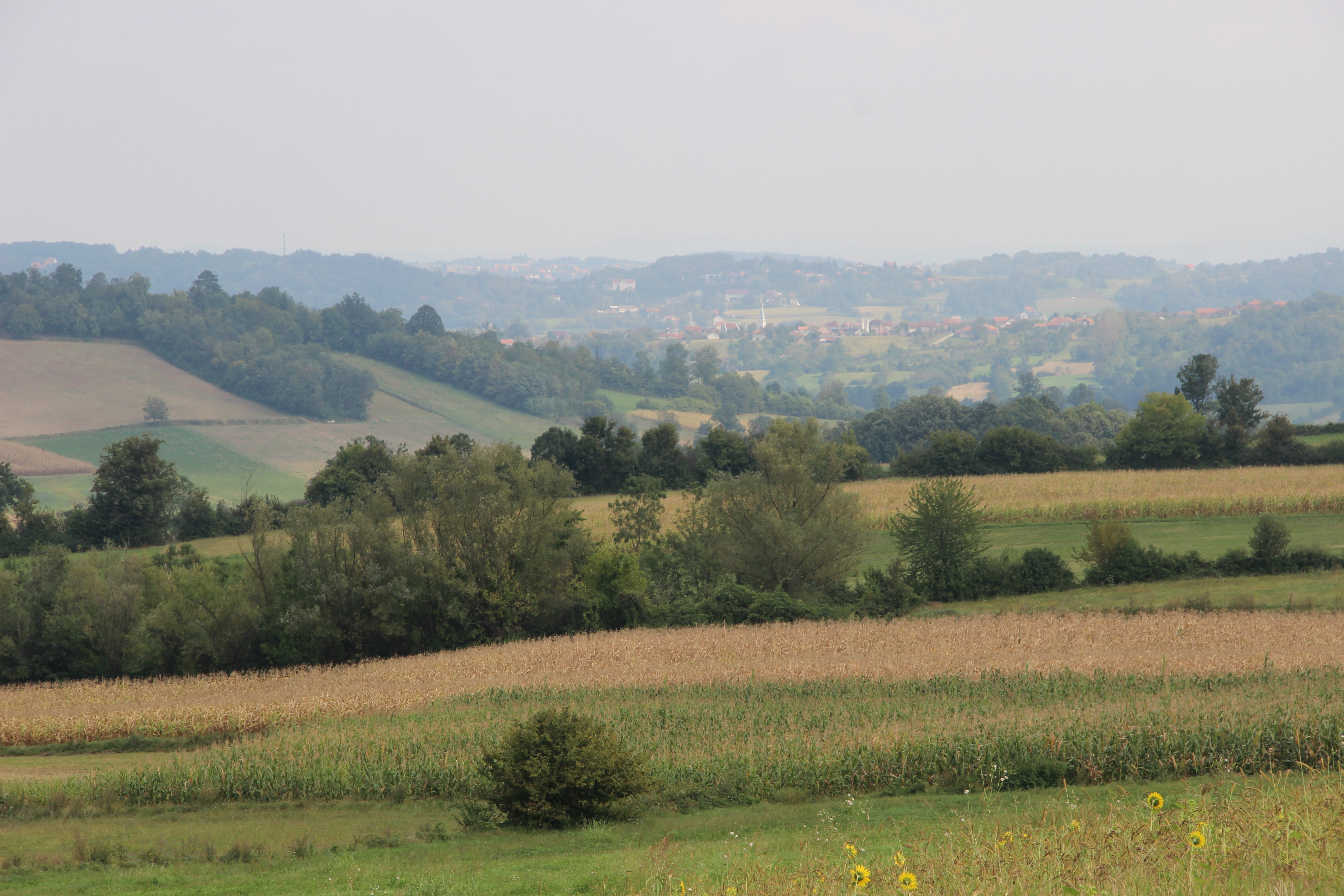
Ključ - panorama
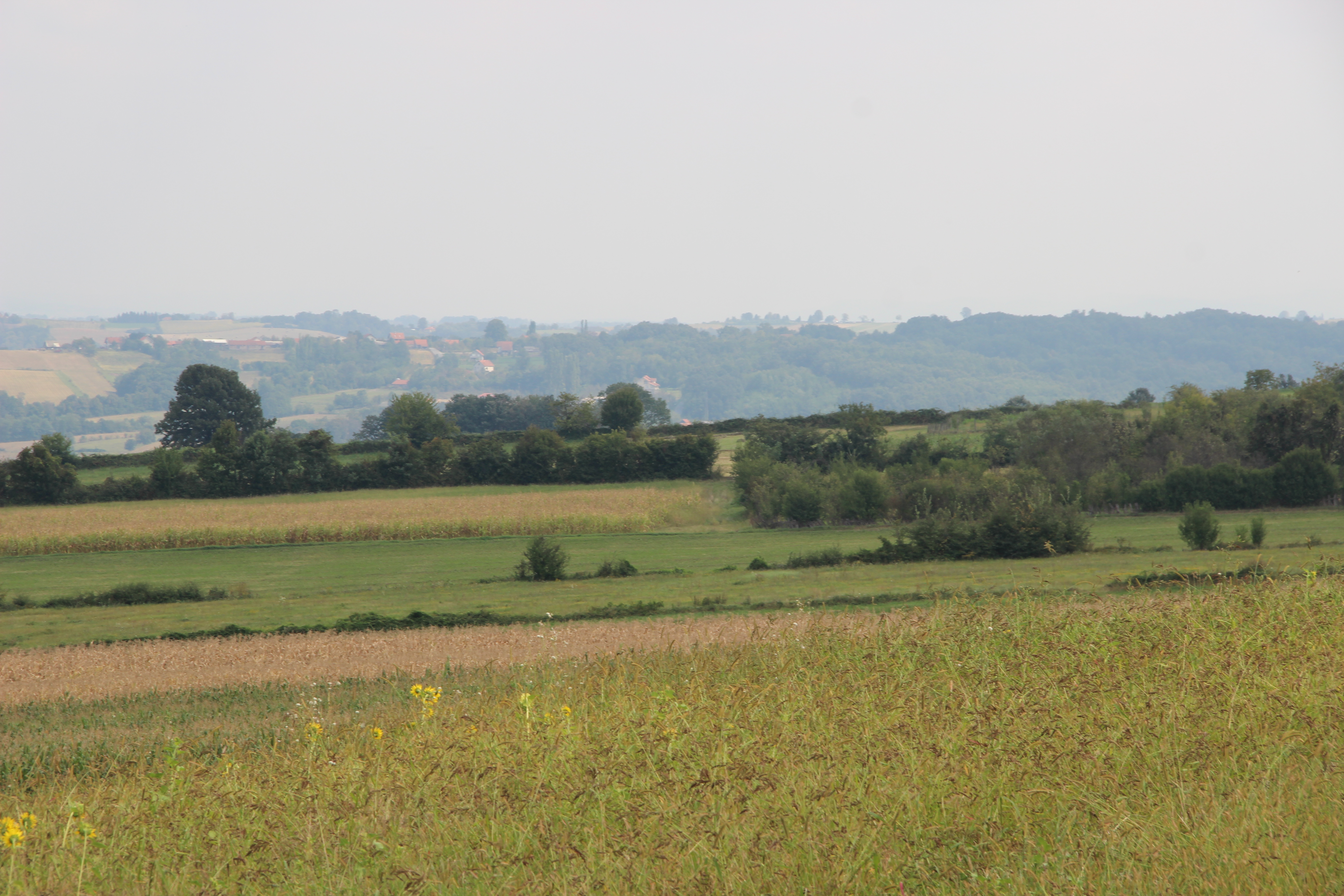
Ključ - panorama
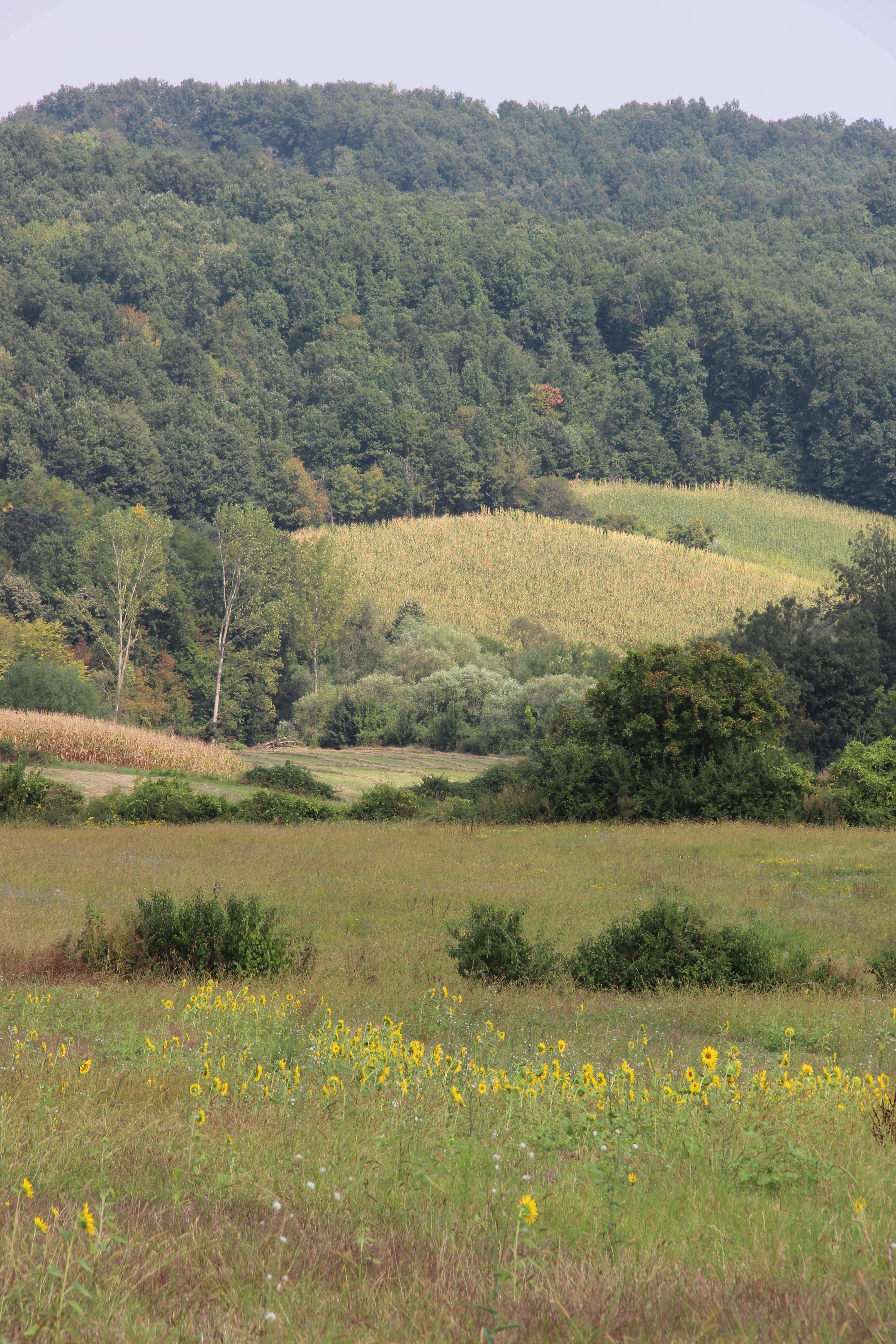
Ključ - panorama
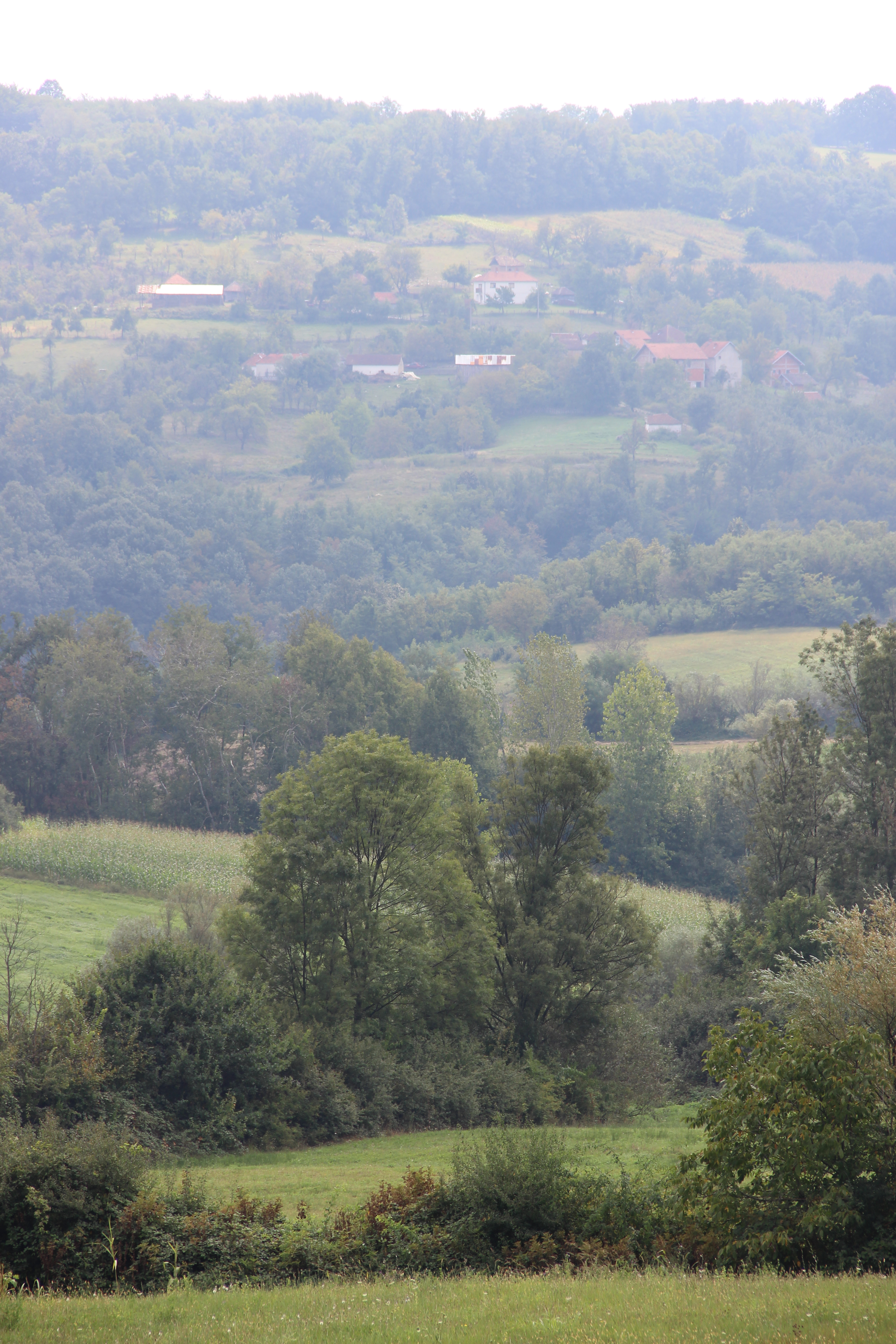
Ključ - panorama
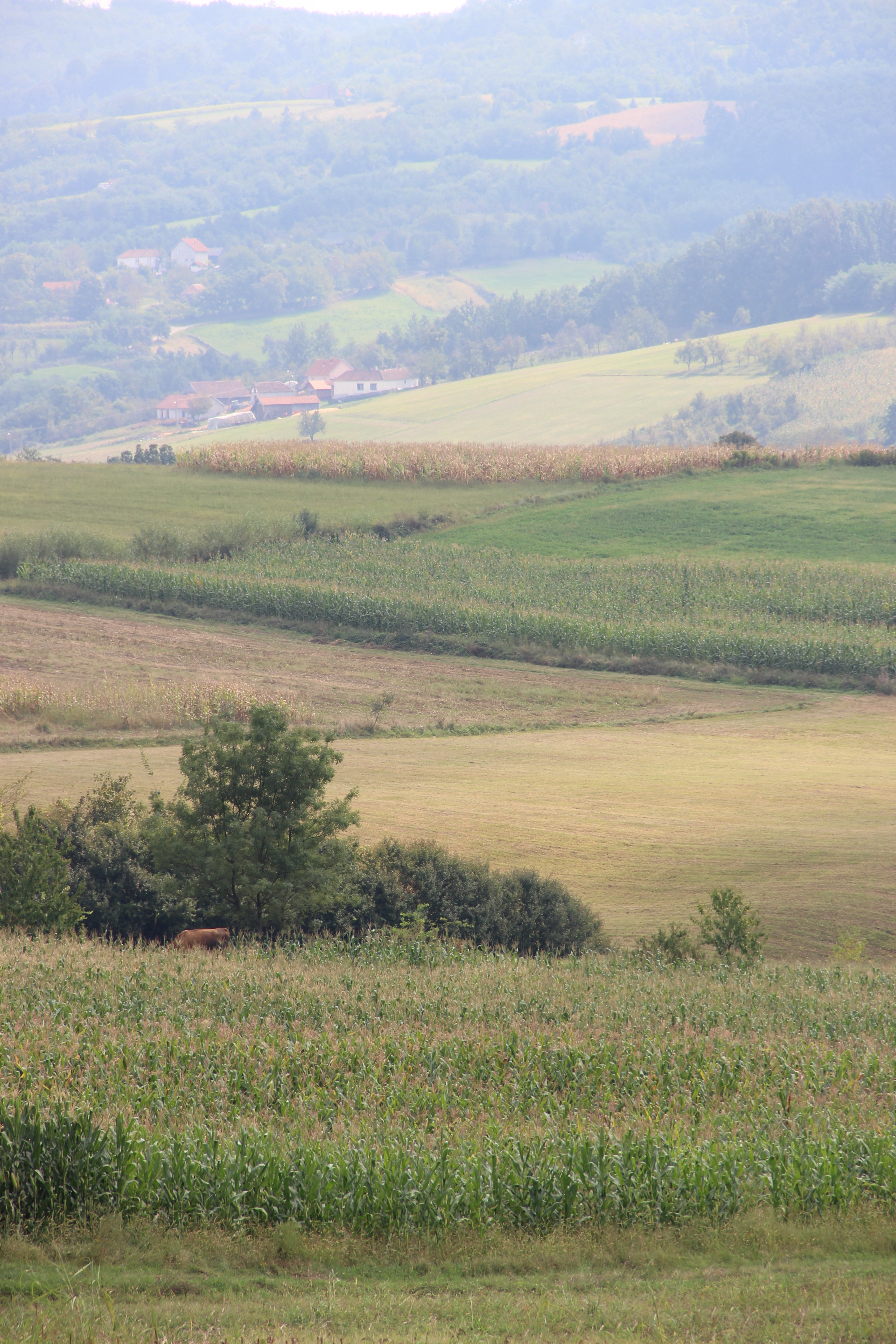
Ključ - panorama

## Demografia
| 1948 | 1953 | 1961 | 1971 | 1981 | 1991 | 2002 | 2011 |
| ---- | ---- | ---- | ---- | ---- | ---- | ---- | ---- |
| 988  | 969  | 895  | 827  | 709  | 602  | 498  | 431  |